# Laktobaciller
Laktobaciller , lactobacillales eller mjölksyrabakterier, är en ordning av grampositiva bakterier. Familjer som ingår är Lactobacillaceae, Enterococcaceae och Streptococcaceae (som omfattar arter som är sjukdomsframkallande). 
De finns på många ställen i naturen och återfinns i vatten, jord, växter och djur. 
De används vid produktion av mjölkprodukter som yoghurt, ost, smör och fil. Mjölksyrabakterier är också delaktiga i den malolaktiska jäsprocessen vid vinproduktion och vid syrning av surkål.